# زمردماهی علف دریایی
زمردماهی علف دریایی (نام علمی: Novaculoides macrolepidotus) نام یک گونه از خانواده زمردماهیان است.